# Norman Jay Colman

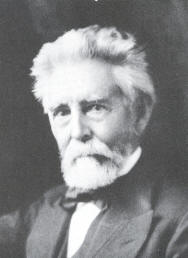
Norman Jay Colman

Norman Jay Colman, auch Coleman (* 16. Mai 1827 in Richfield Springs, Otsego County, New York; † 3. November 1911) war ein US-amerikanischer Politiker (Demokratische Partei), der dem Kabinett von Präsident Grover Cleveland als erster Landwirtschaftsminister angehörte.
Der aus dem Bundesstaat New York stammende Colman zog in jungen Jahren nach Kentucky, um dort als Erzieher zu arbeiten. Später studierte er an der Law School der University of Louisville und erwarb dort 1849 einen Abschluss in Rechtswissenschaften. In der Folge ließ er sich als Farmer in Missouri nieder. 1855 gründete er dort mit dem Valley Farmer seine eigene Zeitung. Dies führte dazu, dass er in den Farmerkreisen des Staates eine bekannte Persönlichkeit wurde, was ihm den Weg zu einer politischen Laufbahn ebnete. So gehörte er 1866 dem Repräsentantenhaus von Missouri an. Colman war zwar Mitglied der Demokraten, unterstützte aber während der Sezession der Südstaaten die Union.
Der Sezessionskrieg führte dazu, dass seine Zeitung nicht mehr erschien; drei Jahre nach Ende des Krieges brachte er mit Colman’s Rural World eine neue Publikation auf den Markt. Auch politisch war er weiter tätig. Nachdem eine erste Kandidatur als Vizegouverneur von Missouri Ende der 1860er-Jahre noch gescheitert war, wurde er 1874 für zwei Jahre in dieses Amt gewählt.
1885 wurde er Leiter der Landwirtschaftsbehörde in der US-Regierung (Commissioner of agriculture). Während seiner Amtszeit propagierte er die Gründung eines eigenen Ministeriums für landwirtschaftliche Belange. Im Februar 1889 wurde schließlich das Landwirtschaftsministerium geschaffen; es war eine der letzten Amtshandlungen von Präsident Cleveland, der im Jahr zuvor die Wahl gegen Benjamin Harrison verloren hatte. Am 15. Februar 1889 trat Colman den Ministerposten an, den er bereits am 6. März desselben Jahres mit dem Ende von Clevelands erster Amtszeit als Präsident wieder abgeben musste. So reichte es nicht einmal mehr zur Bestätigung durch den Senat.